# Dracula inexperata
Dracula inexperata là một loài thực vật có hoa trong họ Lan. Loài này được Pupulin mô tả khoa học đầu tiên năm 2001.